# オスベーン
オスベーン（アラビア語: عصبان）はリビアで伝統的に食べられているソーセージである。羊の腸に米やハーブ、タマネギ、羊肉、レバー、心臓などのミンチを詰め込んで作る。オスベーンは特別な日に米やクスクスの主菜と共によく出される料理である。
オスベーンには幾つかの種類があるが、香辛料にはカイエンペッパー、黒胡椒、ウコン、シナモン、ハーブには乾燥ミント、パセリ、イノンドなど様々なものが利用される。ワケギ、トマト、サラダ油、米などと香辛料やハーブを加えて混ぜたものを、羊の腸やその他のケーシングに詰め込み、端は糸で縛る。一時間深鍋で加熱してからフライパンやオーブンで焼き上げる。